# Festival d'escacs d'Abu Dhabi
El Festival d'escacs d'Abu Dhabi és un torneig d'escacs que se celebra anualment a Abu Dhabi, Emirats Àrabs Units, des del 1984. És organitzat pel Club d'escacs i cultura d'Abu Dhabi amb el suport del Consell d'Esports d'Abu Dhabi. Obeeix el reglament de la FIDE.
El Festival consta principalment de tres torneigs: un Master reservat a jugadors amb més de 2000 Elo, un Obert per la resta i un juvenil pels sub-16. El Master i l'Obert es juga pel sistema suís de 9 rondes al ritme de 90 minuts per partida més 30 segons d'increment per jugada, mentre que el juvenil es juga a 7 rondes al ritme de 60 minuts la partida més 10 segons d'increment per jugada. Paral·lelament, s'organitzen altres esdeveniments com un torneig de ràpides, una exhibició de simultànies, un torneig per a militars i policia o un torneig familiar per equips
La 22a edició, el 2015, va tenir 147 participants, dels quals 57 eren Grans Mestres, de 35 països diferents.

## Quadre d'honor
Quadre de totes les edicions amb els tres primers de la classificació del torneig de Masters:
| Edició | Any          | Campió              | Subcampió            | Tercer                  |
| ------ | ------------ | ------------------- | -------------------- | ----------------------- |
| 6      | 1999[3]      | Aixot Anastassian   | Shukhrat Safin       | Mihail Saltaev          |
| 8      | 2001[4]      | Sergey Zagrebelny   | Elmar Magerramov     | Alexei Barsov           |
| 9      | 2002[5]      | Mikhail Ulibin      | Evgeny Gleizerov     | Shukhrat Safin          |
| 11     | 2004[6]      | Dmitri Botxarov     | Mikhaïl Kobalia      | Pendyala Harikrishna    |
| 12     | 2005[7]      | Aixot Anastassian   | Dmitri Botxarov      | Sergey Kayumov          |
| 13     | 2006[8]      | Vugar Gaixímov      | Aixot Anastassian    | Ievgueni Miroixnitxenko |
| 14     | 2007[9]      | Aixot Anastassian   | Bassem Amin          | Ehsan Ghaem Maghami     |
| 16     | 2009[10]     | Aleksei Aleksàndrov | Aleksandr Rakhmanov  | Aixot Anastassian       |
| 20     | 2013[11]     | Igor Kurnosov       | Zahar Efimenko       | Mikhailo Oleksienko     |
| 21     | 2014[12][13] | Iuri Kuzúbov        | Tigran L. Petrossian | Murali Karthikeyan      |
| 22     | 2015[14][15] | Nils Grandelius     | Martyn Kravtsiv      | Baadur Jobava           |
| 23     | 2016[16]     | Dmitri Andreikin    | Baskaran Adhiban     | Bassem Amin             |